# Гридины
Гридины — древний русский дворянский род.
Род восходит к концу XV столетия, но утверждены в дворянском достоинстве только два рода Гридиных, по личным заслугам.

## История рода
Иван Гридин владел поместьем в Деревской пятине (1495), его сын своеземец  Василий (Васюк) владел поместьем в Вотской пятине (ранее 1500). Своеземец Алексей Гридин владел поместьем в Шелонской пятине (1498).
Иван, Богдан и Терех Гридины владели поместьями в Шелонской пятине (ранее 1572). Емельян Романович служил по Епифани в казаках и повёрстан в дети боярские (1585). В конце XVI столетия Захар Гридин и его потомство владели поместьями в Орловском уезде.
Влас, Иван и Микула Фёдоровичи упоминаются в Новгородской писцовой книге (1626-1627). Никита Фомич служил по Курску в детях боярских (1648). Андрей Гридин голова в Карачеве (1658).
Четверо представителей рода владели населёнными имениями (1699).